# Saint-Saëns (Seine-Maritime)
Saint-Saëns település Franciaországban, Seine-Maritime megyében. Lakosainak száma 2307 fő (2022. január 1.). Saint-Saëns Beaumont-le-Hareng, Bosc-Bérenger, Bosc-Mesnil, Bully, Cottévrard, Maucomble, Rosay, Saint-Martin-Osmonville és Ventes-Saint-Rémy községekkel határos.

## Népesség
A település népessége az elmúlt években az alábbi módon változott:
| Lakosok száma | 2541 | 2510 | 2474 | 2391 | 2362 | 2351 | 2326 | 2317 | 2307 |
|               | 2013 | 2015 | 2016 | 2017 | 2018 | 2019 | 2020 | 2021 | 2022 |